# 骨髄線維症
骨髄線維症 (こつずいせんいしょう、英名 Myelofibrosis) とは骨髄が線維化し正常な造血が障害される血液疾患である。
厚生労働省の特定疾患に指定されている難病である（ただし医療費の助成のある特定疾患治療研究事業対象の疾患ではない）。

## 分類
特発性骨髄線維症あるいは原発性骨髄線維症 (英名 Idiopathic myelofibrosis) と呼ばれる一次性のものと、各種の血液腫瘍や膠原病、骨疾患、癌の骨転移、その他の多くの種類の基礎疾患に基づく二次性のものがある。
特発性骨髄線維症は造血幹細胞レベルの遺伝子変異が生じ、腫瘍性クローンである血球（主に巨核球）が増殖することが基礎にあり、同じく造血幹細胞レベルの腫瘍性クローン増殖性疾患である真性多血症や本態性血小板血症に本質的には近い。その為真性多血症や本態性血小板血症、慢性骨髄性白血病とともに骨髄増殖性疾患に含まれる。
二次性のものは基礎疾患により様々なバリエーションがありえるので、以下、本稿では主に特発性骨髄線維症を説明する。

## 概要
骨髄線維化・脾腫・白赤芽球症 (英名leukoerythroblastosis)・髄外造血を特徴とし、初期には軽度の貧血があり進行すると高度な貧血や血小板減少をもたらす血液疾患である。
骨髄の線維化は線維芽細胞の増殖によるものであるが、増殖している線維芽細胞は正常な細胞であり、その増殖は多クローン増殖であり反応的な増殖と考えられている。
正常な線維芽細胞の異常な増殖の原因は異常な巨核球などの血球が産出するサイトカインによる刺激であると考えられており、異常な巨核球などの血球は造血幹細胞レベルの腫瘍クローンであり、骨髄の線維化とともに巨核球の増加が見られる。
骨髄が線維化し正常な造血が阻害されるとともに、骨髄以外で造血がおこなわれるようになり (髄外造血; extramedullary hematopoiesis)、特に肝臓・脾臓で造血されるため肝臓・脾臓は腫大する。脾臓が腫大した状態を脾腫と呼び、骨髄線維症患者はほとんどが脾腫を起こす。巨大な脾腫を起こす事が多く、中には腹腔の大半を占めるような巨脾もある。
髄外造血の結果、末梢血中に赤芽球、骨髄芽球が認められるようになる。健康な人の末梢血では見られない赤芽球、骨髄芽球が現れる現象は白赤芽球症と称される。

## 病因
骨髄の線維化は線維芽細胞の増殖によるものであるが、増殖している線維芽細胞は正常な細胞であり、その増殖は反応的な増殖と考えられている。正常な線維芽細胞の異常な増殖の原因は異常な巨核球などの血球が産出するサイトカインによる刺激であると考えられているが、異常な巨核球などの血球が発生する原因は不明である。特発性骨髄線維症の半数においてチロシンキナーゼJAK2遺伝子の点突然変異が発見され、JAK2V617F変異融合遺伝子と呼ばれており、発症との因果関係が指摘されている。

## 症状
診断時無症状なことも稀ではなく、脾腫や血液検査の異状から見つかる事も多い。
初期の症状では動悸、息切れ、全身倦怠感などの貧血症状が多く、進行すると貧血症状が強くなり、また食欲不振・脾腫による腹部膨満感・脾梗塞による腹部激痛などが起きることがある。

## 検査
検査は骨髄検査・血液検査・脾肝腫をみるためのCTやMRI、エコー検査などの腹部の検査が行われる。
骨髄検査では骨髄穿刺でdry tapである事が多く、また線維化の程度をみるためもあり、骨髄生検が必要となる。
線維化は均一に進むのでなくムラがあるため、疑い患者には異なる部位で骨髄生検することも必要になる場合がある。

## 病理組織学的所見
末梢血では貧血、白赤芽球症と涙滴状赤血球が見られることが特徴である。貧血は正球性正色素性貧血である。経過とともに貧血は強くなる。白血球は軽度の増加をしていることが多いが減少していることもある。血小板は初期には増加している事が多いが進行すると減少することが多い。血小板は機能的にも形態的にも異状が見られる。巨大血小板が見られることや血小板機能低下が多い。
骨髄では極めて初期には過形成であり顆粒球と巨核球が増加しているが、極めて初期に病気が発見されることは稀である。
通常は骨髄では線維化が進み造血成分が減少した状態になり症状があらわれて受診して発見される。同時に異型巨核球増加し集塊を作っているのがみられ、また骨梁の増加を認める。

## 疫学
厚生省の特発性造血障害に関する調査研究班の調査によると日本における推定新規発症例は年間60 - 70例であり、発症年齢中央値は65歳、男女比は1.64:1である。
しかし、成書やアメリカの研究では年間発症率は10万人に1人程度とされているものが多い。その差は診断基準適用の厳密さによるものとおもわれる。

## 診断基準
1.臨床所見として
- 徐々に進行する貧血と肝脾腫を認める。
- ときに出血傾向、腹部膨満感、発熱、全身倦怠感、体重減少を認める。
- 進行すると門脈圧亢進、腹水をきたす。

2.以下の検査所見を認める。
- 末梢血で白赤芽球症、涙滴赤血球などの奇形赤血球、芽球、巨大血小板、巨核球の出現をみる。
- 他に原因を認めない血清LDHの上昇。
- 画像検査で著明な肝脾腫を認める。
- 骨髄シンチグラフィーで、肝脾への取り込み増加を認める。
- 骨髄穿刺で骨髄液を採取できない（dry tap）。

3.骨髄生検で異型巨核球増加と骨髄の線維化、骨梁の増加を認める。
4.二次性骨髄線維症を除外する。
診断に際しては
1、2によって原発性骨髄線維症を疑い、
3によって骨髄の線維化を確認する。
4によって二次性骨髄線維症を除外し、診断を更に確実なものとする。
（厚生労働科学研究　難治性疾患克服研究事業　平成16年）による。

## 治療
根本的な治療は骨髄移植などの同種造血幹細胞移植であるが、本症患者の平均年齢は高く、同種造血幹細胞移植の適応になりうる患者は少ない。また、若い患者であっても予後不良因子の少ない患者には適応しない (予後不良因子については次節を参照のこと)。そのため、治療は合併症の管理が主体となる。
貧血対策など血液所見の改善や脾腫の対策にはステロイドや化学療法 (ハイドレア、エトポシドなど) も用いられるが、蛋白同化ホルモン (タナゾール)、メルファランやサリドマイドも有効であるとの報告がある。
貧血や血小板減少が高度であれば輸血も行われる。
巨脾や脾梗塞による症状が強ければ、脾摘や脾臓への放射線治療もある。ただし脾摘や脾臓への放射線治療は貧血を増悪させる可能性がある。
JAK2V617F変異融合遺伝子をターゲットとした創薬が研究され、JAK1/JAK2を標的とするチロシンキナーゼ阻害剤であるルキソリチニブが、原発性骨髄線維症に対する治療薬として2014年認可されている。

## 予後
本症患者の診断後平均生存期間は5年から10年である。
主たる死因は感染症33 %、白血化19 %、心不全12 %、脳血管障害11 %の順である。
予後不良因子としては(1)Hb 10 g/dL未満の貧血、(2)発熱・発汗・体重減少などの症状の持続、(3)末梢血に1 %以上の芽球の出現、(4)男性であることが挙げられるが、これらの予後不良因子を1つ以下しか有さない症例の10年生存率は84 %、2つ以上有する症例では31%と報告されている。
白血病への転化率は30 %以下であるが転化した場合は予後不良である。